# 神田理江
神田 理江（かんだ りえ、1978年6月16日 - ）は、日本の女性声優。東京都出身。81プロデュース所属。

## 略歴
演劇の勉強はしていたが、声優になろうとしていたわけではなかったという。
周囲の人物に「声が通るね」と言われて、「アナウンサーになりたいな」と思っていたという。しかし誰かを演じるというのが性に合っていることに気がついて声優を目指し始めたという。
中学生の頃、学芸会で人前で演技をする機会があり、翌日にクラスメイトに褒めらたりして、嬉しかったという。気を良くして演劇部に所属していたが、部員は神田1人だけで、元々人見知りが激しかったが、少しずつ人前で表現できるようになってきたという。

## 人物
声種はソプラノ。
趣味・特技は映画鑑賞、読書、パントマイム、バドミントン。好きなものはカフェ。2004年時点では多い時には1日3回くらい行くという。仕事の合間に行くこともあるが、台本をカフェで読んだりもしているという。

## 出演
太字はメインキャラクター。

### テレビアニメ
2000年
- グラビテーション（女、ファン〈マユ〉、店員、病院の受付、客たち）

2001年
- 砂漠の海賊!キャプテンクッパ（女の子）
- ノワール（学生B、女の子、女）
- 花右京メイド隊（メイド1、潜入工作員A、美術教師、情報部メイドA）
- パラッパラッパー（ギャラリー、母親）
- フィギュア17 つばさ&ヒカル（金子稔）
- 探偵少年カゲマン（キャット）

2002年
- 朝霧の巫女（岬原いずみ）
- アソボット戦記五九（女性客1）
- Weiß kreuz Glühen
- キディ・グレイド（女生徒1）
- 爆闘宣言ダイガンダー（リン）
- わがまま☆フェアリー ミルモでポン!（ピカリ）

2003年
- コロッケ!（プラム）
- 超ロボット生命体トランスフォーマー マイクロン伝説（子供）
- 冒険遊記プラスターワールド（ビッグライア、オケラッチ、花田 / 花田君、ザイアン、コターボ、モール族2）
- 魔探偵ロキRAGNAROK（女性A）
- ヤミと帽子と本の旅人（セイレン）

2004年
- アガサ・クリスティーの名探偵ポワロとマープル（ルーシー）
- 学園アリス（梅ノ宮アンナ、宇佐美和歌子）
- 絶体絶命でんぢゃらすじーさん（効果ギャル）
- 月は東に日は西に 〜Operation Sanctuary〜（藤枝保奈美）
- デュエル・マスターズ チャージ（看護師）
- 花右京メイド隊 La Verite（メイド）
- MADLAX（女学生B）
- みらくる! ぱんぞう（ラビーナ）

2005年
- ガンパレード・オーケストラ（斉藤奈津子）
- ツバサ・クロニクル（すぐやる課、受付）

2006年
- ああっ女神さまっ（テニス部員、女子生徒 他）
- 機神咆吼デモンベイン（アル・アジフ、エセルドレーダ）
- 味楽る!ミミカ（成上成美）
- ロックマンエグゼBEAST（チロル） - 2シリーズ

2007年
- 銀魂（お軽）
- 名探偵コナン（乗務員A）

2010年
- FORTUNE ARTERIAL 赤い約束（千堂瑛里華）

### 劇場アニメ
- 劇場版 とっとこハム太郎 ハムハムランド大冒険（2001年、赤ハム）

### OVA
- 世にも恐ろしいグリム童話（2000年、リル）
- 機神咆吼デモンベイン（アル・アジフ）※PS2ゲーム同梱
- 蜜×蜜ドロップス（2006年、維原紅亜）

### ゲーム
2001年
- Forget me not -パレット-（B.D）

2002年
- 神機世界エヴォルシア（ペッパー・ボックス）
- ユーディーのアトリエ 〜グラムナートの錬金術士〜（ユーディット・フォルトーネ、妖精さん）
- .hackシリーズ

2003年
- ヴィオラートのアトリエ 〜グラムナートの錬金術士2〜（パウル）
- コロッケ!3 グラニュー王国の謎（プラム）
- 大正もののけ異聞録（篠森狗津葉）

2004年
- イリスのアトリエ エターナルマナ（ポポ）
- 機神咆吼デモンベイン（アル・アジフ、エセルドレーダ、アトラック＝ナチャ）
- 月は東に日は西に 〜Operation Sanctuary〜（藤枝保奈美）

2005年
- イリスのアトリエ エターナルマナ2（ポウ）
- シャドウハーツ・フロム・ザ・ニューワールド（ヒルデガルド・ヴァレンティーナ）
- ゾイドフルメタルクラッシュ（トルネード）

2006年
- ガンパレード・オーケストラ（斉藤奈津子）
- 機神飛翔デモンベイン（アル・アジフ、エセルドレーダ、アナザーブラッド）
- グローランサーV（ヴァネット、ニナ）
- マブラヴ（全年齢版）

2007年
- グローランサーVI（ニナ、メーネ）

2009年
- Clear 新しい風の吹く丘で（月村美姫）

2010年
- ユーディーのアトリエ 〜グラムナートの錬金術士〜 囚われの守人（ユーディット・フォルトーネ、妖精さん）

2011年
- ヴィオラートのアトリエ 〜グラムナートの錬金術士2〜 群青の思い出（パウル）

2012年
- エルクローネのアトリエ 〜Dear for Otomate〜（ポポット）

2013年
- スーパーロボット大戦UX（アル・アジフ、エセルドレーダ）

2015年
- ニトロプラス ブラスターズ -ヒロインズ インフィニット デュエル-（アル・アジフ、アナザーブラッド、アル・アジフ・エクス・モルテス）

2019年
- ネルケと伝説の錬金術士たち 〜新たな大地のアトリエ〜（ユーディット・フォルトーネ〈ユーディー〉）
- スーパーロボット大戦X-Ω（2019年 - 2020年、アル・アジフ、エセルドレーダ）

2023年
- レスレリアーナのアトリエ 〜忘れられた錬金術と極夜の解放者〜（ユーディー）

### ドラマCD
2000年
- 私立ジャスティス学園 アドベンチャードラマアルバム 〜ねらわれた太陽学園 熱血探偵編〜(ジャスティス学園女子高生2)

2001年
- グラビテーション シリーズ
  - グラビテーション Sound Story（録音の声）
  - グラビテーション Sound StoryII（インタビュアー）

2002年
- 富士見二丁目交響楽団 チェリスト五十嵐健人の証言 真面目コン・マスはコンダクターの夢を見るか（新田久美子、江藤次男）
- コミックスイメージアルバム 朝霧の巫女〜爛漫巫女委員会〜 浪漫巫女委員会（2002年5月22日、岬原いずみ）
- 子供(ガキ)の領分 3 最凶ヒールズ（2002年6月1日）

2003年
- ミックス★ミックス★チョコレート（女子生徒）
- バラエティCD 君主サマの恋は勝手!（女子生徒）

2004年
- 機神咆吼デモンベイン ミニドラマCD volume.1 - 3（アル・アジフ、エセルドレーダ）
- カオシックルーン（棗クラン）
- タクミくんシリーズ10th Anniversary Complete Edition Privilege CD 愛しさの構図＆てのひらの雪 ※全巻購入者特典
- SEX PISTOLS 1（女子生徒）
- 月は東に日は西に 〜Operation Sanctuary〜 ドラマCDシリーズ（藤枝保奈美）
  - ドラマCD from TV animation 月は東に日は西に 第1巻
  - ドラマCD from TV animation 月は東に日は西に 第2巻
  - ドラマCD from TV animation 月は東に日は西に 第3巻

2005年
- 天使×密造（原口）

2006年
- ひぐらしのなく頃に 暇潰し編（赤坂雪江）
- テレビアニメーション「機神咆吼デモンベイン」ドラマCD Vol.1 - 2（アル・アジフ、エセルドレーダ）

### ラジオドラマ
- ファイナルファンタジータクティクスアドバンス（2003年、シャアラ）

### 吹き替え

#### 洋画
- ロイヤル・セブンティーン（2003年）

#### テレビドラマ
- GO!GO!ジェット#24（2003年）

### ボイスオーバー
- ジェイミーのラブリー・ダイニング#09・10（2007年、LaLaTV）

### ラジオCD
- はにはにラジオすぺしゃる（2007年、ゲスト）

### ラジオ
- プリっちラジオ（メインパーソナリティー）
- はにはにラジオ（第3・9・15・21・27・32回ゲスト）

### 雑誌
- 月刊コンプティーク2006年5月号 Pick up the Person（インタビュー）
- 月刊コンプティーク2006年6月号 アニメ「機神咆吼デモンベイン」伊藤健太郎＆神田理江キャストインタビュー
- 月刊コンプティーク2006年7月号 別冊付録 別冊コンプH's（ヒロインズ）「機神咆吼デモンベイン」神田理江×麻見順子インタビュー
- 月刊コンプティーク2010年10月号 アニメ「FORTUNE ARTERIAL」キャストインタビュー

### テレビ番組
- アッコにおまかせ!（ナレーション：1998年10月 - ） - まだデビューして間もない20歳の時から担当している。
- 白熱ライブ ビビット（TBSテレビ）
- ひとりでできるもん!（NHK教育テレビ） - アン・ブレーラの声
- ふしぎいっぱい（NHK教育） - ナレーション
- ひとりでできるもん! どきドキキッチン（お姫さま）
- あにてれ Presents アニソ〜ンぷらす+（テレビ東京：2010年10月25日放送分のナレーション担当）

### シリーズ一覧
1. ↑  『BEAST』（2006年）、続編『BEAST+』（2006年）